# 11e Pantserdivisie

Insigne van het Britse 11e Pantserdivisie

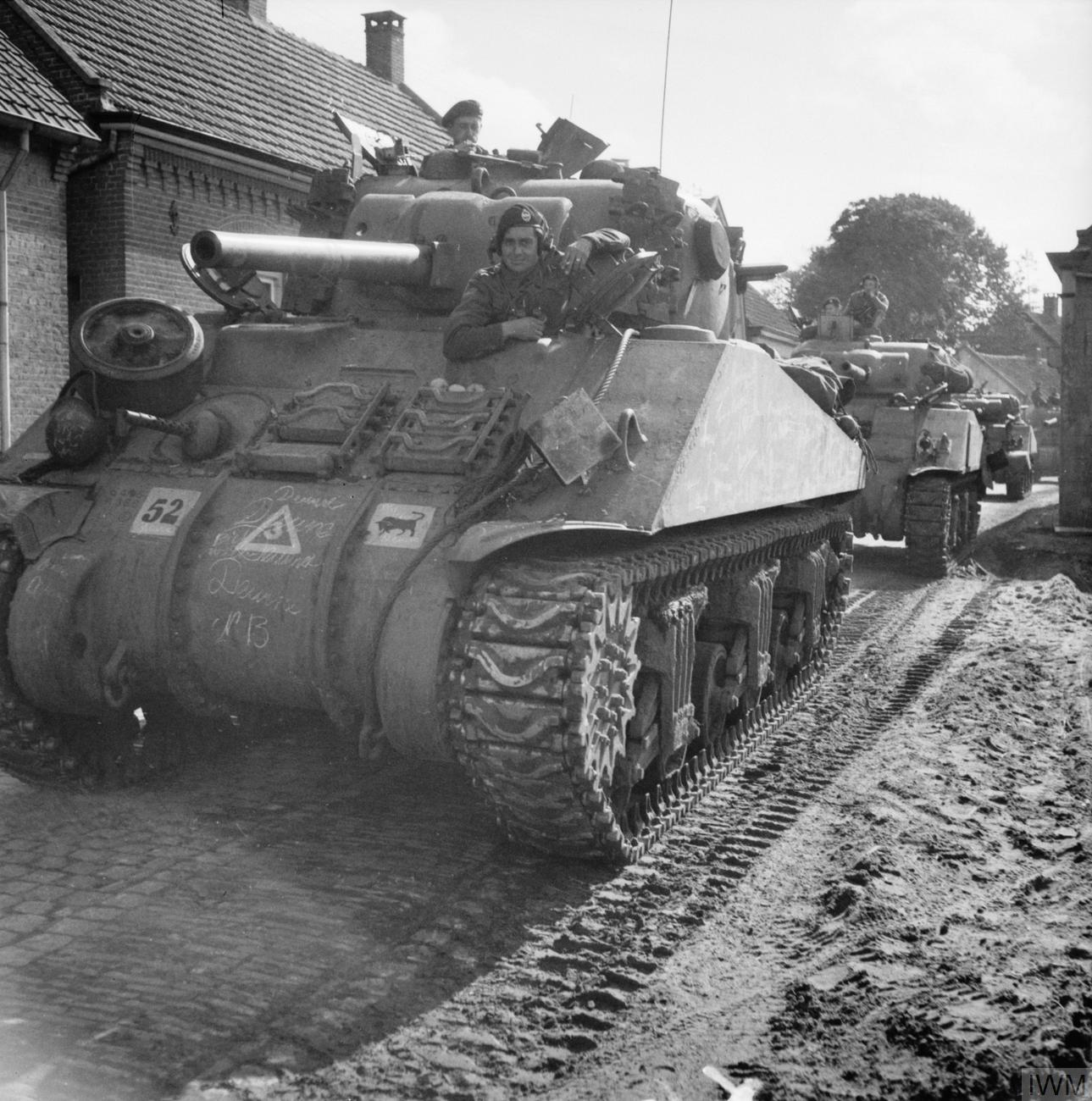
M4 Sherman-tanks van de 11e Pantserdivisie rijden door de Nederlandse plaats Deurne, 26 september 1944

De Britse 11e Pantserdivisie (Engels: 11th Armoured Division), ook bekend als The Black Bull, was een Britse pantserformatie tijdens de Tweede Wereldoorlog.

## Geschiedenis
De 11e Pantserdivisie werd in maart 1941 opgericht. De eerste bevelhebber van de 11e pantserdivisie was generaal-majoor Percy Hobart. Tussen 1942 en 1944 was de pantserdivisie bij geen enkel gevecht betrokken.
Op 13 juni 1944 landde de 11e Pantserdivisie op Juno Beach in Normandië. De pantserdivisie was daarna betrokken bij Operatie Epsom, Operatie Goodwood en Operatie Bluecoat. Op 1 september 1944 bevrijdde de pantserdivisie de Franse stad Amiens. Via Lens en Doornik in België rukte de 11e Pantserdivisie op richting Antwerpen. Na de bevrijding van Antwerpen op 4 september 1944 was de pantserdivisie betrokken bij gevechtshandelingen op Nederlandse bodem.
Daarna was de 11e Pantserdivisie betrokken bij de Slag om de Ardennen. In maart 1945 stak de divisie de Rijn over. Op 15 april 1945 bevrijdde de pantserdivisie het concentratiekamp Bergen-Belsen. Op 18 april bereikte de divisie bij de stad Lüneburg de Elbe. Op 30 april stak de 11e Pantserdivisie deze rivier over en bezette op 2 mei Lübeck.
De 11e Pantserdivisie werd eind januari 1946 ontbonden.

## Bevelhebbers
- 9 maart 1941 – generaal-majoor Percy Hobart
- 22 februari 1942 – brigadier C.H.M. Peto (tijdelijk)
- 21 april 1942 – generaal-majoor Charles Keightley
- 17 mei 1942 – generaal-majoor Percy Hobart
- 15 oktober 1942 – generaal-majoor Brocas Burrows
- 6 december 1943 – generaal-majoor George Roberts